# Richard Gibbs
Richard "Ribbs" Gibbs (Bay Village, Ohio, 5 de dezembro de 1955) é um compositor e produtor musical americano que compõe para filmes da comédia. Em 1998, Richard Gibbs inicia a primeira colaboração com Betty Thomas no filme: Dr. Dolittle (Doctor Dolittle) (1998). Juntos trabalharam com a parceria com Gibbs/Thomas: 28 Dias (28 Days) (2000), O Espião Sou Eu (I Spy) (2002) e Morre Pinga Amor! (John Tucker Must Die) (2006). 
Richard Gibbs também compôs os filmes da comédia: Clifford (Clifford) (1994) e 3 Homens e 3 Bebés (My Baby's Daddy) (2004).